# 코미스키 파크
코미스키 파크(Comiskey Park)은 미국 일리노이주 시카고에 위치한 야구장이다. 과거 MLB 시카고 화이트삭스와 NFL 시카고 카디널스의 홈구장으로 사용했다.
한편, 1918년에 시카고 컵스 주최의 월드시리즈 홈경기가 열리기도 했다.
| 메이저 리그 베이스볼 올스타전 개최 경기장 |                      |               |
| 이전                                      | 1933년 코미스키 파크 | 1934년        |
|                                           | 1933년 코미스키 파크 | 폴로 그라운즈 |
|                                           |                      |               |
|                                           |                      |               |

| 메이저 리그 베이스볼 올스타전 개최 경기장 |                      |                 |
| 1949년                                    | 1950년 코미스키 파크 | 1951년          |
| 에베츠 필드                               | 1950년 코미스키 파크 | 브릭스 스타디움 |
|                                           |                      |                 |
|                                           |                      |                 |

| 메이저 리그 베이스볼 올스타전 개최 경기장 |                      |               |
| 1982년                                    | 1983년 코미스키 파크 | 1984년        |
| 몬트리올 올림픽 스타디움                  | 1983년 코미스키 파크 | 캔들스틱 파크 |
|                                           |                      |               |
|                                           |                      |               |